# Polinomio irreducible
En teoría de Anillos, dado un dominio de integridad R, un polinomio {\displaystyle p(x)\in R[x]} no nulo y no unidad (es decir, sin inverso multiplicativo en R[x]) se dice irreducible si en cualquier factorización de la forma {\displaystyle p(x)=q(x)r(x)} en el dominio {\displaystyle R[x]}, uno de los poliniomios {\displaystyle q(x)} o {\displaystyle r(x)} es unidad. Cuando el dominio de integridad en cuestión es un campo, el que {\displaystyle p(x)}  sea un elemento irreducible de {\displaystyle R[x]} equivale a que este no pueda factorizarse como el producto de dos polinomios de grado menor estricto al suyo.  Es decir, si {\displaystyle p=r\cdot q} entonces ha de ser {\displaystyle r\in R} o {\displaystyle q\in R} (es decir, alguno de ellos ha de ser un polinomio constante). 
Esto es un caso particular de elemento irreducible en un dominio íntegro.
El dominio íntegro R puede, entre otros, ser el conjunto {\displaystyle \scriptstyle \mathbb {R} } de los números reales (que es dominio íntegro por ser cuerpo), el conjunto {\displaystyle \scriptstyle \mathbb {C} } de los números complejos (también cuerpo), el conjunto {\displaystyle \scriptstyle \mathbb {Q} } de los números racionales (cuerpo también) o el conjunto {\displaystyle \scriptstyle \mathbb {Z} } de los números enteros (que no es cuerpo pero sí dominio íntegro). 

## Ejemplos
Los cinco polinomios siguientes demuestran algunas características elementales de los polinomios reducibles e irreducibles, dependiendo del dominio de integridad donde estén definidos:
{\displaystyle p_{1}(x)=x^{2}+4x+4\,=(x+2)(x+2)},
{\displaystyle p_{2}(x)=x^{2}-4\,=(x-2)(x+2)},
{\displaystyle p_{3}(x)=x^{2}-4/9\,=(x-2/3)(x+2/3)},
{\displaystyle p_{4}(x)=x^{2}-2\,=(x-{\sqrt {2}})(x+{\sqrt {2}})},
{\displaystyle p_{5}(x)=x^{2}+1\,=(x-i)(x+i)}.
- Sobre el anillo {\displaystyle \scriptstyle \mathbb {Z} } de números enteros, los primeros dos polinomios son reducibles, pero los tres últimos son irreducibles (el tercero no tiene coeficientes del número entero).
- Sobre el cuerpo {\displaystyle \scriptstyle \mathbb {Q} } de números racionales, los primeros tres polinomios son reducibles, pero los otros dos son irreducibles.
- Sobre el cuerpo {\displaystyle \scriptstyle \mathbb {R} } de números reales, los primeros cuatro polinomios son reducibles, pero el quinto sigue siendo irreducible.
- Sobre el cuerpo {\displaystyle \scriptstyle \mathbb {C} } de números complejos, los cinco polinomios son reducibles. De hecho en {\displaystyle \scriptstyle \mathbb {C} }, cada polinomio no-constante se puede descomponer en factores lineales

{\displaystyle p(z)=a_{n}(z-z_{1})(z-z_{2})\cdots (z-z_{n})}
donde {\displaystyle a_{n}} es el coeficiente principal del polinomio y {\displaystyle z_{1},\ldots ,z_{n}} son los ceros de {\displaystyle p(x)}. Por lo tanto, todos los polinomios irreducibles son de grado 1.
En el caso del cuerpo {\displaystyle \scriptstyle \mathbb {R} }, tampoco pueden ser reducibles aquellos polinomios de grado 2 con discriminante negativo, ya que a pesar de ser factorizado por polinomios de menor grado que éste, y mayor o igual a 0, no tienen sus coeficientes dentro del cuerpo de los reales. Éste es el teorema fundamental del álgebra.

## Criterios de irreductibilidad
Para demostrar si un polinomio es irreducible se pueden aplicar varios criterios, entre los que se encuentran el criterio de Eisenstein, el criterio de reducción o el Lema de Gauss. Un polinomio irreducible es polinomio primitivo si y solo si {\displaystyle x^{{p^{m-1}} \over {ri}}\not \equiv 1{\pmod {f(x)}}} cuando p es primo y x es un elemento de orden {\displaystyle p^{m}\in \mathbb {Z} _{p}[x]/f(x)}.

### Polinomios irreducibles de Z[x]
- Un polinomio {\displaystyle \scriptstyle P(x)} es irreducible sobre {\displaystyle \scriptstyle \mathbb {Z} [X]}, si y sólo si {\displaystyle \scriptstyle Q(x)=P(x+1)} también es irreducible.
- Trivialmente un polinomio de segundo grado, que no tenga a 1 o -1 como raíz, sólo puede ser reducible si su término independiente no es un número primo: {\displaystyle \scriptstyle P(x)=(ax+b)(cx+d)=(ac)x^{2}+(ad+bc)x+bd}, si {\displaystyle \scriptstyle \{b,d\}\cap \{{+1,-1}\}=\varnothing }, entonces la reducibilidad implica que el término independiente tiene dos divisores no triviales y por tanto no puede ser primo.

### Polinomios irreducibles de Q[x]
```
Sea f(x) un polinomio primitivo. Así pues, si f(x) es irreducible sobre 

  

    

      

        

          

            
Z

          

          
[

          
X

          
]

        

      

    

    
{\displaystyle \scriptstyle \mathbb {Z} [X]}

  

, entonces también es irreducible considerado sobre 

  

    

      

        

          

            
Q

          

          
[

          
X

          
]

        

      

    

    
{\displaystyle \scriptstyle \mathbb {Q} [X]}

  

.
[
1
]
```

### Polinomios irreducibles de R[x]
Los polinomios irreducibles sobre {\displaystyle \scriptstyle \mathbb {R} [X]} son los binomios y los polinomios {\displaystyle \scriptstyle x^{2}+bx+c} de grado 2, tales que su discriminante sea negativo, es decir:

{\displaystyle \Delta <0;\,\qquad \Delta =b^{2}-4c}